# Ресник (Зрече)
Ресник (словен. Resnik) — поселення в общині Зрече, Савинський регіон, Словенія. 
Висота над рівнем моря: 1001,6 м.